# Schenkia elegans
Schenkia elegans är en gentianaväxtart som först beskrevs av Gonçalo Antonio da Silva Ferreira Sampaio, och fick sitt nu gällande namn av Z.Díaz. Schenkia elegans ingår i släktet Schenkia och familjen gentianaväxter. Inga underarter finns listade i Catalogue of Life.